# João Almeida
João Pedro Gonçalves Almeida (Caldas da Rainha, 5 de agosto de 1998) es un ciclista profesional portugués que compite con el equipo UAE Team Emirates XRG.

## Trayectoria
Destacó en la categoría sub-23, consiguiendo el triunfo en la Lieja-Bastoña-Lieja, y en 2020 dio el salto al UCI WorldTeam después de fichar por el Deceuninck-Quick Step. Ese año participó en el Giro de Italia, donde finalizó en cuarta posición y vistió la maglia rosa de líder durante quince días. En 2021 finalizó sexto en el Giro de Italia y se proclamó campeón nacional en contrarreloj además de ganar su primera prueba del UCI WorldTour, el Tour de Polonia.
En 2022 se unió al UAE Team Emirates con un contrato por cinco años. Su primer triunfo con el equipo llegó en la cuarta etapa de la Volta a Cataluña antes de acudir nuevamente al Giro de Italia, que no pudo terminar tras haber dado positivo en COVID-19 cuando iba cuarto en la general. Posteriormente volvió a ser campeón nacional, esta vez en la prueba en línea, y fue quinto en la Vuelta a España. La campaña siguiente repitió presencia en el Giro de Italia, donde logró un triunfo de etapa y subió al podio final como tercer clasificado y mejor joven.
En junio de 2024 ganó dos etapas y fue segundo en la Vuelta a Suiza, por detrás de su compañero Adam Yates, antes de participar por primera vez en el Tour de Francia, donde finalizó en cuarta posición y ayudó a Tadej Pogačar a conseguir la victoria final. También acudió a la Vuelta a España que no completó por un nuevo positivo en COVID-19. En su cuarta temporada con los emiratís siguió acumulando éxitos en pruebas de una semana del UCI WorldTour, como una etapa en la París-Niza, dos triunfos parciales y la general de la Vuelta al País Vasco, siendo el primer portugués que ganaba esta prueba, o las generales del Tour de Romandía y la Vuelta a Suiza, en esta última teniendo que recuperar los más de tres minutos que perdió con varios de los favoritos el primer día.

## Palmarés
2017
- 1 etapa del Tour de Mersin
- 1 etapa de la Toscana Terra di Ciclismo Eroica
- 1 etapa del Tour de Ucrania

2018
- Lieja-Bastoña-Lieja sub-23

2021
- Campeonato de Portugal Contrarreloj
- Tour de Polonia, más 2 etapas
- Tour de Luxemburgo, más 1 etapa

2022
- 1 etapa de la Volta a Cataluña
- 3.º en el Campeonato de Portugal Contrarreloj
- Campeonato de Portugal en Ruta
- 1 etapa de la Vuelta a Burgos

2023
- 3.º en el Giro de Italia, más 1 etapa y clasificación de los jóvenes
- Campeonato de Portugal Contrarreloj

2024
- 2 etapas de la Vuelta a Suiza

2025
- 1 etapa de la París-Niza
- Vuelta al País Vasco, más 2 etapas
- Tour de Romandía
- Vuelta a Suiza, más 3 etapas

## Resultados

### Grandes Vueltas
| Carrera | Carrera         | 2017 | 2018 | 2019 | 2020 | 2021 | 2022 | 2023 | 2024 | 2025 |
| ------- | --------------- | ---- | ---- | ---- | ---- | ---- | ---- | ---- | ---- | ---- |
|         | Giro de Italia  | —    | —    | —    | 4.º  | 6.º  | Ab.  | 3.º  | —    | —    |
|         | Tour de Francia | —    | —    | —    | —    | —    | —    | —    | 4.º  | Ab.  |
|         | Vuelta a España | —    | —    | —    | —    | —    | 5.º  | 9.º  | Ab.  | —    |

### Vueltas menores
| Carrera | Carrera              | 2017 | 2018 | 2019 | 2020 | 2021 | 2022 | 2023 | 2024 | 2025 |
| ------- | -------------------- | ---- | ---- | ---- | ---- | ---- | ---- | ---- | ---- | ---- |
|         | Tour Down Under      | —    | —    | —    | 62.º | X    | X    | —    | —    | —    |
|         | París-Niza           | —    | —    | —    | —    | —    | 8.º  | —    | 11.º | 6.º  |
|         | Tirreno-Adriático    | —    | —    | —    | —    | 6.º  | —    | 2.º  | —    | —    |
|         | Volta a Cataluña     | —    | —    | —    | X    | 7.º  | 3.º  | 3.º  | 9.º  | —    |
|         | Vuelta al País Vasco | —    | —    | —    | X    | —    | —    | —    | —    | 1.º  |
|         | Tour de Romandía     | —    | —    | —    | X    | —    | —    | —    | —    | 1.º  |
|         | Vuelta a Suiza       | —    | —    | —    | X    | —    | —    | —    | 2.º  | 1.º  |
|         | Tour de Polonia      | —    | —    | —    | —    | 1.º  | —    | 2.º  | —    |      |

### Clásicas, Campeonatos y JJ. OO.
| Strade Bianche        | Strade Bianche        | —             | —             | —             | —             | 37.º | —    | —    | —    | —  |    |    |
| Amstel Gold Race      | Amstel Gold Race      | —             | —             | —             | X             | —    | —    | —    | 38.º | —  |    |    |
| Flecha Valona         | Flecha Valona         | —             | —             | —             | X             | —    | —    | —    | Ab.  | —  |    |    |
|                       | Lieja-Bastoña-Lieja   | —             | —             | —             | —             | 65.º | —    | —    | 29.º | —  |    |    |
| Clásica San Sebastián | Clásica San Sebastián | —             | —             | —             | X             | —    | Ab.  | —    | —    |    |    |    |
|                       | Giro de Lombardía     | —             | —             | —             | Ab.           | 40.º | Ab.  | —    | —    |    |    |    |
| JJ. OO. (Ruta)        | JJ. OO. (Ruta)        | No se disputó | No se disputó | No se disputó | No se disputó | 13.º | ND   | ND   | —    | ND | ND | ND |
| JJ. OO. (CRI)         | JJ. OO. (CRI)         | No se disputó | No se disputó | No se disputó | No se disputó | 16.º | ND   | ND   | —    | ND | ND | ND |
| Mundial en Ruta       | Mundial en Ruta       | —             | —             | —             | —             | 47.º | 60.º | Ab.  | Ab.  |    |    |    |
| Mundial Contrarreloj  | Mundial Contrarreloj  | —             | —             | —             | —             | —    | —    | 23.º | 24.º |    |    |    |
| Europeo en Ruta       | Europeo en Ruta       | —             | —             | —             | —             | 14.º | —    | —    | —    |    |    |    |
| Europeo Contrarreloj  | Europeo Contrarreloj  | —             | —             | —             | —             | 10.º | —    | —    | —    |    |    |    |
| Portugal en Ruta      | Portugal en Ruta      | —             | —             | —             | —             | 20.º | 1.º  | 14.º | —    | —  |    |    |
| Portugal Contrarreloj | Portugal Contrarreloj | —             | —             | —             | —             | 1.º  | 3.º  | 1.º  | —    | —  |    |    |

—: no participa
Ab.: abandono
X: edición no realizada

## Equipos
- Unieuro Trevigiani-Hemus 1896 (2017)
- Hagens Berman Axeon (2018-2019)
- Deceuninck-Quick Step (2020-2021)
- UAE Team Emirates (2022-)
  - UAE Team Emirates (2022-2024)
  - UAE Team Emirates XRG (2025-)